# Alsó-Fehér vármegye főispánjainak listája
Alsó-Fehér vármegye a történelmi Fehér vármegye kettéosztásából jött létre egyes források szerint 1764-ben, más forrás szerint 1744-ben. 1775-ig azonban a két új vármegyét (a másik a Felső-Fehér vármegye) ugyanaz a főispán igazgatta, e tisztség csak ekkor vált szét, és lett önálló vezetője mindkét új megyének.
A lista alapját a Művelődés c. folyóiratban 2018-ban megjelent, Rácz Levente által írt Mozaikszerű adalékok Alsó-Fehér vármegyéről című írás gyűjtése jelenti – ahol nincs forrásjelzés, ott az adatok ebből a közleményből származnak. Ahol ettől eltérő adatok szerepelnek, ott külön forrásjelzés mutatja annak eredetét. Megjegyzendő: minél korábbi megjelenésről van szó, az adatok annál elnagyoltabbak és bizonytalanabbak.

## Alsó-Fehér vármegye főispánjainak listája
| kezdet    | befejezés | főispán         |
| --------- | --------- | --------------- |
| 1742      | 1761      | Mikes István    |
| 1761      | 1761      | Bornemisza Pál  |
| 1761      | 1774      | Haller Pál      |
| 1774      | 1784      | Kemény Simon    |
| 1791 k    | ?         | Kemény Pál      |
| 1792 k    | ?         | Kemény János    |
| 1808      | 1815      | Haller István   |
| 1817      | 1822      | Bethlen Imre    |
| 1823      | 1826      | Kemény Simon    |
| 1827 k    |           | Bethlen Simon   |
| 1829      | 1833      | Czirjék Dénes   |
| 1835      | 1837      | Lázár Benedek   |
| 1838      | 1847      | Bánffy Miklós   |
| 1848      | 1849      | Kemény István   |
| 1861      | 1875      | Pogány György   |
| 1875      | 1885      | Zeyk Károly     |
| 1885      | 1892      | Kemény Kálmán   |
| 1894      | 1905      | Zeyk Dániel     |
| 1906      | 1909      | Kemény Árpád    |
| 1910      | 1917      | Szász József    |
| 1917      | 1918      | Bánffy Kázmér   |
| 1918 dec. |           | Asztalos Kálmán |